# Col de la Forclaz (chaîne du Bargy)
Pour les articles homonymes, voir Col de la Forclaz.
Le col de la Forclaz est un col de France situé dans les Alpes, dans la chaîne du Bargy, en Haute-Savoie. S'élevant à 1 844 mètres d'altitude, il sépare le rocher de Salins au nord-ouest de l'aiguille Verte au sud-est en reliant le village d'Entremont au sud-ouest au lac de Lessy au nord-est. Il est emprunté par une piste carrossable qui dessert les chalets de Lessy et constitue une étape sur le sentier de grande randonnée 96 et le sentier de grande randonnée de pays Massif de Tournette-Aravis.

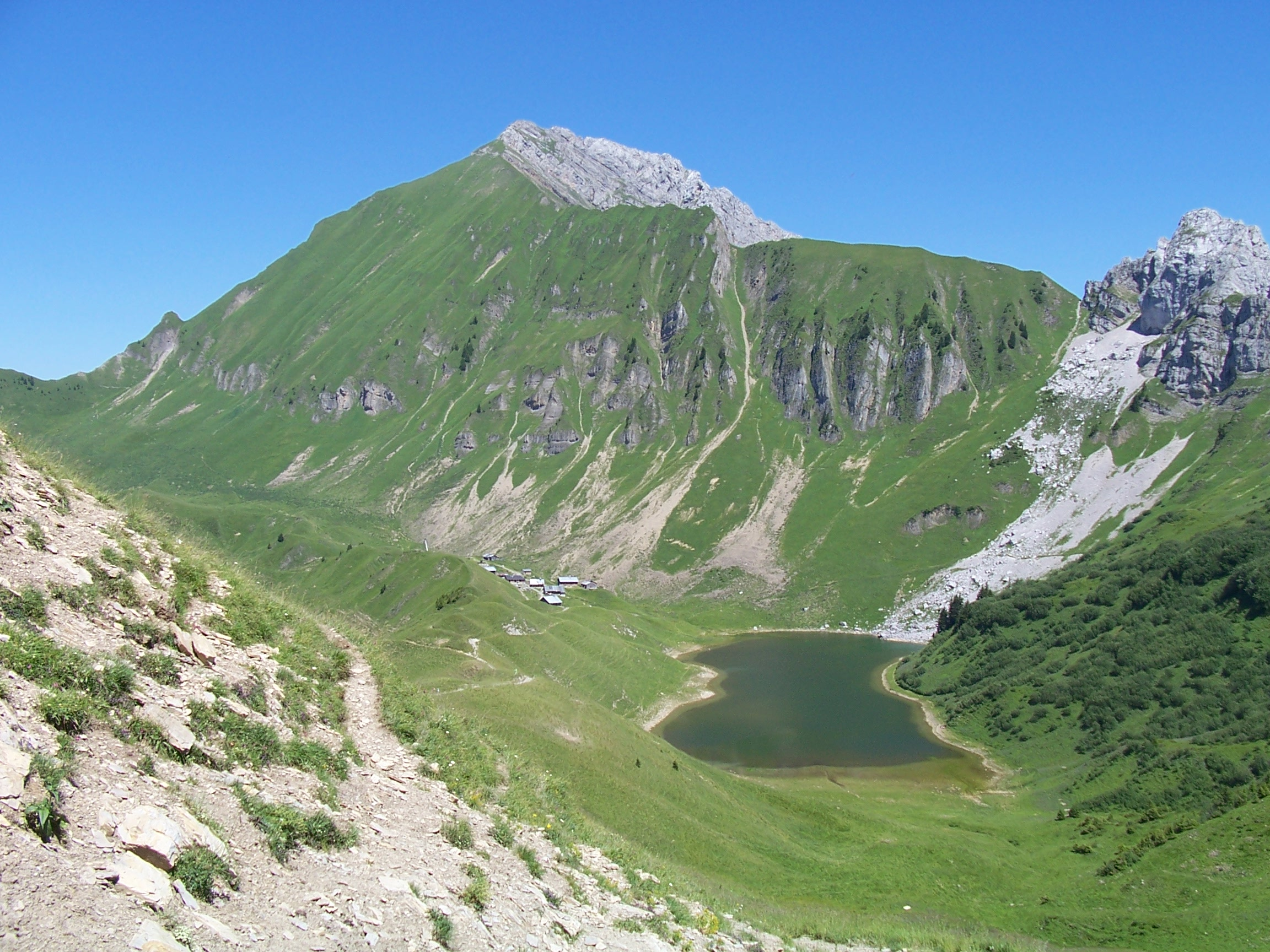
Le lac de Lessy et le pic de Jallouvre depuis le col de la Forclaz au sud-ouest.